# Modulo piatto
In algebra, un modulo piatto è un modulo che "si comporta bene" rispetto al prodotto tensoriale; più precisamente, dato un anello A, un A-modulo sinistro M è piatto se per ogni successione esatta di A-moduli
{\displaystyle \cdots \longrightarrow N_{i-1}\longrightarrow N_{i}\longrightarrow N_{i+1}\longrightarrow \cdots }
la successione di gruppi abeliani
{\displaystyle \cdots \longrightarrow N_{i-1}\otimes _{A}M\longrightarrow N_{i}\otimes _{A}M\longrightarrow N_{i+1}\otimes M\longrightarrow \cdots }
(dove le mappe della seconda successione sono ottenute da quelle della prima tensorizzando con l'identità su M) è ancora esatta; analogamente, un modulo destro M è piatto se è esatta la successione di gruppi abeliani
{\displaystyle \cdots \longrightarrow M\otimes _{A}N_{i-1}\longrightarrow M\otimes _{A}N_{i}\longrightarrow M\otimes _{A}N_{i+1}\longrightarrow \cdots }
In altri termini, un modulo sinistro è piatto se il funtore {\displaystyle -\otimes _{A}M} è esatto, mentre un modulo destro è piatto se è esatto {\displaystyle M\otimes _{A}-}. Su anelli commutativi, le nozioni di modulo sinistro piatto e modulo destro piatto coincidono.

## Definizioni equivalenti
Per verificare la piattezza di un modulo è sufficiente considerare le successioni esatte corte: il modulo sinistro M è piatto se e solo se, per ogni esatta corta
{\displaystyle 0\longrightarrow N'\longrightarrow N\longrightarrow N''\longrightarrow 0}
anche la successione tensorizzata
{\displaystyle 0\longrightarrow N'\otimes M\longrightarrow N\otimes M\longrightarrow N''\otimes M\longrightarrow 0}
è esatta. Anche questa definizione è in qualche modo ridondante, perché, se
{\displaystyle N'\longrightarrow N\longrightarrow N''\longrightarrow 0}
è una successione esatta, allora
{\displaystyle N'\otimes M\longrightarrow N\otimes M\longrightarrow N''\otimes M\longrightarrow 0}
è sempre esatta; di conseguenza è sufficiente richiedere che, se {\displaystyle f:N'\longrightarrow N} è iniettiva, allora {\displaystyle f\otimes 1:N'\otimes M\longrightarrow N\otimes M} è ancora iniettiva.
Equivalentemente, si possono definire i moduli piatti in termini del funtore Tor: un modulo sinistro M è piatto se e solo se {\displaystyle Tor_{i}^{A}(N,M)=0} per ogni i >0 e per ogni A-modulo N. Anche questa condizione può essere raffinata, richiedendo solo che {\displaystyle Tor_{1}^{A}(N,M)=0} per ogni N.
Le stesse proprietà valgono simmetricamente per i moduli destri.

## Proprietà
Il prodotto tensoriale di due moduli piatti è ancora piatto; la somma diretta dei moduli Mi è piatta se e solo se lo è ogni Mi.
Se S è un sottoinsieme di A moltiplicativamente chiuso e contenuto nel suo centro, la localizzazione {\displaystyle S^{-1}A} di A è un A-modulo piatto; di conseguenza, le localizzazioni di un modulo piatto sono ancora piatte.
Se x è un elemento nel centro di A e non è uno zerodivisore, allora A/xA è un esempio di modulo che non è piatto: questo può essere visto a partire dalla successione esatta
{\displaystyle 0\longrightarrow A\longrightarrow ^{x}A\longrightarrow A/xA\longrightarrow 0}
perché, nella successione tensorizzata
{\displaystyle 0\longrightarrow A\otimes _{A}A/xA\longrightarrow A\otimes _{A}A/xA\longrightarrow A/xA\otimes _{A}A/xA\longrightarrow 0}
la mappa {\displaystyle A\otimes _{A}A/xA\longrightarrow A\otimes _{A}A/xA} diventa l'omomorfismo nullo, mentre {\displaystyle A\otimes _{A}A/xA} non è il modulo nullo.
In particolare, se A è commutativo, tutte le localizzazioni {\displaystyle S^{-1}A} sono piatte; la piattezza è inoltre una proprietà locale, nel senso che M è un modulo piatto se e solo la localizzazione MP è piatta per ogni ideale primo P. Se A è anche integro, nessun quoziente A/I è piatto; ampliando il ragionamento precedente, su un dominio d'integrità tutti i moduli piatti sono privi di torsione.
Ogni modulo libero e ogni modulo proiettivo sono piatti; il viceversa non è vero in generale, sebbene un modulo piatto finitamente presentato sia proiettivo.

## Anelli assolutamente piatti
Un anello A tale che tutti gli A-moduli sinistri sono piatti è detto assolutamente piatto (o von Neumann regolare); se questo avviene, allora anche tutti gli A-moduli destri sono piatti. Equivalentemente, A è assolutamente piatto se per ogni a esiste un x tale che axa = a; un'altra condizione equivalente è che tutti gli ideali principali di A sono idempotenti, cioè sono tali che {\displaystyle I^{2}=I}.
Tra gli anelli commutativi, un anello locale è assolutamente piatto se e solo se è un campo; in generale, un anello commutativo è assolutamente piatto se e solo se è ridotto e ha dimensione 0.
Un esempio di anello assolutamente piatto è qualunque anello booleano.